# Bergen Air Transport (1998)
Bergen Air Transport AS war eine norwegische Regionalfluggesellschaft mit Sitz in Bergen und Basis auf dem Flughafen Bergen. Sie ist nicht zu verwechseln mit Bergen Air Transport, die von etwa 1961 bis 1977 Flugbetrieb mit Douglas DC-3, Douglas DC-4 und de Havilland Canada DHC-2 durchführte.

## Geschichte
Bergen Air wurde 1998 gegründet und nahm ihre Flüge im Frühling 1999 mit einem Cessna-206-Wasserflugzeug auf dem Hardangerfjord auf, hauptsächlich als Transfer im Charter für Hotelgäste. Im August desselben Jahres kaufte man sich mit einer Cessna 421B die erste Landmaschine, die auf Charterflügen von ihrer neuen Basis in Bergen aus eingesetzt wurde. Im Juni 2000 nahm die Gesellschaft die Route Bergen–Notodden auf, die sie von Air Team übernahm. Im Juli 2004 wurde für diese Linie eine Cessna 441 gekauft, 2003 wurde ein eigener Hangar eröffnet. Im Jahr 2006 wurde die Cessna 421B an einen Privatmann verkauft.

## Flugziele
Bergen Air bot Linienflüge von Bergen nach Notodden an. Des Weiteren wurden Charter- und Lufttaxi-Dienste angeboten.

## Flotte

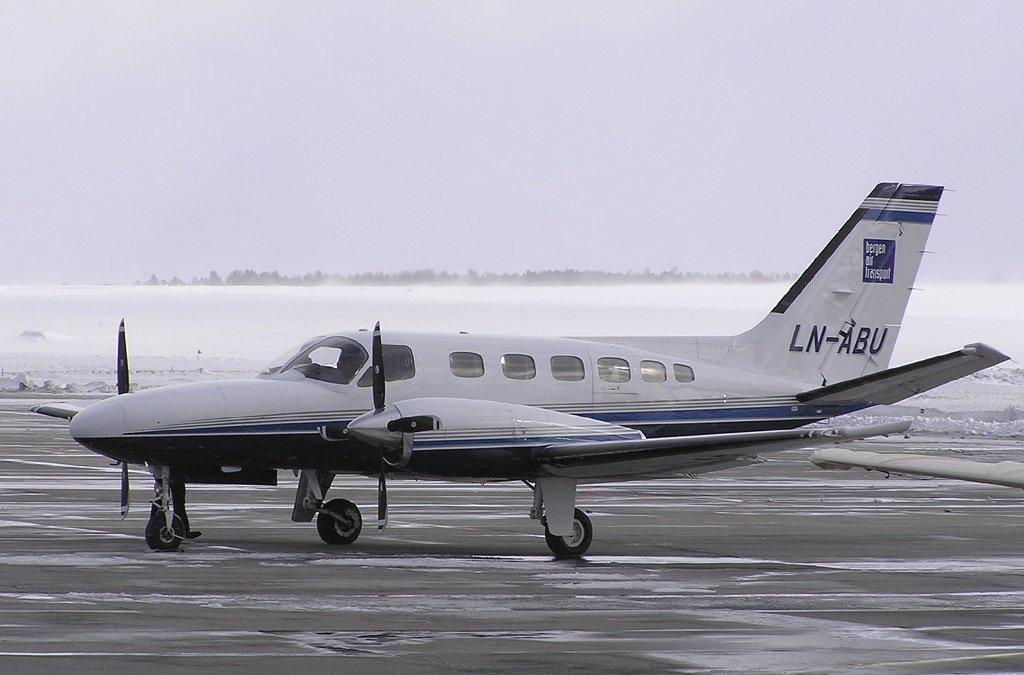
Cessna 441 der Bergen Air Transport im Jahr 2005

Mit Stand Juni 2017 bestand die Flotte der Bergen Air Transport aus drei Flugzeugen:
| Flugzeugtyp              | Luftfahrzeugkennzeichen | Anmerkungen |
| ------------------------ | ----------------------- | ----------- |
| Beechcraft King Air B200 | LN-BAA LN-TWL           |             |
| Cessna Citation CJ2      | LN-AVA                  |             |